# Roudaki

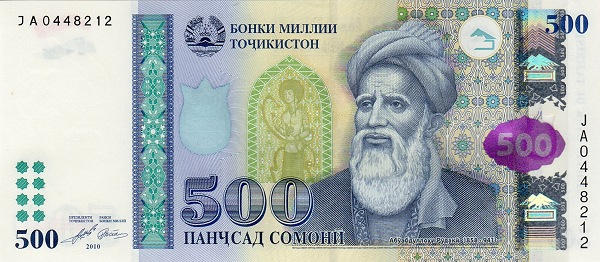
Portrait de Roudaki sur le billet tadjik de 500 somoni.

Abdullah Jafar Ibne Mohammed Roudaki (en tadjik : Абӯабдуллоҳ Ҷафар Ибни Муҳаммад Рӯдакӣ ; en persan : ابوعبدالله جعفربن محمدبن حکیم‌بن عبدالرحمن‌بن آدم رودکی) aussi transcrit Rudagi ou Rudhagi, né en 859 et mort en 941, est un poète Perse (iranien). Connu comme le premier grand génie du persan moderne, il composa des poèmes dans l'alphabet perso-arabe.
Il est le fondateur de la littérature persane classique. Son œuvre très éclectique embrasse nombre d'anciens genres poétiques persans, notamment le quatrain. Seuls quelques fragments de ses écrits nous sont parvenus.

## Biographie
Abdullah Jafar Ibne Mohammed Roudaki nait à Rudak, un village situé près de Samarcande en Transoxiane, dans ce qui est maintenant Panjakent, en Tadjikistan actuel. Beaucoup de ses biographes affirment qu'il était totalement aveugle, mais sa connaissance des couleurs dans ses poèmes rend cette affirmation très douteuse. L'anthropologue russe Mikhaïl Guerassimov avance l'hypothèse qu'il a été aveuglé seulement vers la fin de sa vie, pour son opposition au souverain.
Il fut poète à la cour du dirigeant samanide Nasr II (914-943), à Boukhara, qui le combla de richesses et d'honneurs. À la disgrâce de son protecteur, le vizir Abol-Fazl, il tomba dans la pauvreté et retourna finir ses jours dans son village natal.

## Œuvre
Roudaki dispose d'une œuvre des plus éclectiques, donnant dans le panégyrique, l'élégie funèbre ou encore le lyrisme amoureux. Son style est simple et coulant, caractéristique majeure de l'école de Khorassan. On lui attribue également l’invention du rubaï, mètre poétique persan proche du quatrain occidental. Il aurait aussi mis en vers Kalila et Dimna, célèbre recueil de fables orientales. La plus grande partie de son œuvre, estimée à environ 100 000 vers, est aujourd'hui perdue.

## Hommages et célébrations

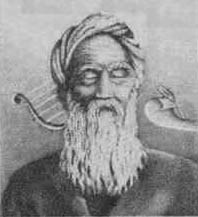
Roudaki dépeint aveugle sur un timbre iranien (années 1960).

Son œuvre, en Union soviétique est redécouverte à l'époque de la déstalinisation. En 1958, l'inauguration d'un mausolée en son honneur dans son village natal est accompagnée de parution d'un recueil de ses poésies en arabe et en cyrillique. L'histoire romancée de sa vie est portée à l'écran dans le film L'Histoire d'un poète (Sudba poeta) par Boris Kimiagarov en 1959.
Pour fêter le 1100e anniversaire de sa naissance, le gouvernement Iranien publie une série de timbres à son effigie. Un séminaire international est organisé dans la salle Vahdat (autrefois connue sous le nom de « salle Roudaki ») à Téhéran le 21 décembre 2008 pour marquer son 1150e anniversaire, avec le président Ahmadinejad et le Ministre de la culture Tadjik. Dans ce séminaire, Roudaki est célébré comme le père de la littérature persane moderne.
L'astéroïde (90806) Roudaki porte son nom.